# Bosiit
Das Mineral Bosiit ist ein sehr seltenes Ringsilikat aus der Turmalingruppe mit der idealisierten chemischen Zusammensetzung Na(Fe3+3)(Al4Mg2)(Si6O18)(BO3)3(OH)3O.
Bosiit ist anhand äußerer Kennzeichen nicht von anderen dunklen Turmalinen wie Schörl, Oxy-Schörl, Povondrait, Fluor-Burgerit, Dravit oder Oxy-Dravit zu unterscheiden. Er kristallisiert mit trigonaler Symmetrie und bildet schwarze bis dunkelbraune, prismatische Kristalle von einigen Millimetern Größe. Im Dünnschliff erscheinen sie gelb-braun bis rot-braun. Wie alle Minerale der Turmalingruppe ist Bosiit pyroelektrisch und piezoelektrisch.
Die Typlokalität ist ein Sulfid-führender Gold-Quarz-Gang der Darasun-Goldlagerstätte in der Nähe von Werschino-Darassunski im Bezirk Tungokotschen in der Region Transbaikalien, Russland.

## Etymologie und Geschichte
Turmaline, die statt Aluminium (Al3+) ferrisches Eisen (Fe3+) enthalten, kennt man seit Mitte der 1960er Jahre, als Fluor-Buergerit in einem Rhyolith in Mexiko entdeckt wurde. Ein noch eisenreicherer Turmalin, Povondrait, wurde 1993  beschrieben. Seither wurden Fe3+-reiche Turmaline in unterschiedlichen Fundorten nachgewiesen, so z. B. metamorphen Evaporiten oder Porphyrischen Kupferlagerstätten. Im Jahr 2011 beschrieben Geowissenschaftler der Lomonossow-Universität Moskau und der Russischen Akademie der Wissenschaften Oxy-Dravit-Povondrait-Mischkristalle aus den hydrothermalen Gängen der Darasun-Goldlagerstätte. 5 Jahre später identifizierten sie zusammen mit österreichischen Mineralogen die eisenreicheren Teile dieser Turmaline als neues Mineral, das sie nach Ferdinando Bosi, einem Mineralogen der Universität La Sapienza in Rom, benannten, in Würdigung seiner mineralogischen und kristallographischen Arbeiten über Turmaline und Spinelle.

## Klassifikation
In der strukturellen Klassifikation der IMA gehört Bosiit zusammen mit Oxy-Schörl, Oxy-Dravit, Maruyamait, Povondrait, Chromo-Alumino-Povondrait, Oxy-Chrom-Dravit, Oxy-Vanadium-Dravit, Princivalleit, Vanadio-Oxy-Chrom-Dravit und Vanadio-Oxy-Dravit zur Alkali-Untergruppe 3 in der Turmalinobergruppe.
Da Bosiit erst 2016 beschrieben worden ist, ist er in der veralteten 8. Auflage der Mineralsystematik nach Strunz nicht verzeichnet. Nur das Lapis-Mineralienverzeichnis nach Stefan Weiß, das sich aus Rücksicht auf private Sammler und institutionelle Sammlungen noch nach dieser alten Form der Systematik von Karl Hugo Strunz richtet, führt das Mineral unter der System- und Mineral-Nr. VIII/E.19-72. In der „Lapis-Systematik“ entspricht dies der Abteilung „Ringsilikate“, wo Bosiit zusammen mit Adachiit, Chromdravit (heute Chrom-Dravit), Chromo-Aluminopovondrait (heute Chromo-Alumino-Povondrait), Darrellhenryit, Dravit, Elbait, Feruvit, Fluor-Buergerit, Fluor-Dravit, Fluor-Elbait, Fluor-Liddicoatit, Fluor-Schörl, Fluor-Tsilaisit, Fluor-Uvit, Foitit, Lucchesiit, Luinait-(OH) (heute diskreditiert), Magnesiofoitit, Maruyamait, Oxy-Chromdravit (heute Oxy-Chrom-Dravit), Oxy-Dravit, Oxy-Foitit, Oxy-Schörl, Oxy-Vanadiumdravit (heute Oxy-Vanadium-Dravit), Rossmanit, Schörl, Olenit, Povondrait, Tsilaisit, Uvit, Vanadio-Oxy-Chromdravit (heute Vanadio-Oxy-Chrom-Dravit), Vanadio-Oxy-Dravit die „Turmalin-Gruppe“ bildet (Stand 2018).
Auch die seit 2001 gültige und von der International Mineralogical Association (IMA) zuletzt 2009 aktualisierte 9. Auflage der Strunz’schen Mineralsystematik kennt den Bosiit nicht.
Die vorwiegend im englischen Sprachraum gebräuchliche Systematik der Minerale nach Dana verzeichnet den Bosiite ebenfalls noch nicht.

## Chemismus
Bosiit ist ein Zwischenglied der Oxy-Dravit-Povondrait-Reihe und hat die idealisierte Zusammensetzung [X]Na[Y]Fe3+3[Z](Al4Mg2)([T]Si6O18)(BO3)3[V](OH)3[W]O, wobei [X], [Y], [Z], [T], [V] und [W] die Positionen in der Turmalinstruktur sind.
Für den Bosiit aus der Typlokalität wurde folgende Zusammensetzung bestimmt:
- [X](Na0,73Ca0,23◻0,04)[Y](Fe3+1,47Al0,13Mg2+0,80Fe2+0,59Ti4+0,07)[Z](Al3,23Fe3+1,88Mg2+0,89) [[T](Si5,92Al0,08)O18](BO3)3 [V](OH)3[W][O0,85(OH)0,15][3]

Bosiit bildet komplexe Mischkristalle mit Oxy-Dravit, Povondrait, Schörl und Oxy-Schörl gemäß der Austauschreaktionen:
- [Y]Fe3+ = [Y]Al3+ (Oxy-Dravit)
- [Z]Al3+ = [Z]Fe3+ (Povondrait)
- 3[Y]Fe3+ + 2[Z]Mg2+ + [W]O2− = 3[Y]Fe2+ + 2[Z]Al3+ + [W](OH)− (Schörl)
- 3[Y]Fe3+ + 2[Z]Mg2+ = 2[Y]Fe2+ + [Y]Al3+ + 2[Z]Al3+ (Oxy-Schörl)

## Kristallstruktur
Bosiit kristallisiert mit trigonaler Symmetrie in der Raumgruppe R3m (Raumgruppen-Nr. 160) mit 3 Formeleinheiten pro Elementarzelle. Die Gitterparameter des natürlichen Mischkristalls aus der Typlokalität sind: a = 16,101(3) Å, c = 7,327(2) Å.
Die Kristallstruktur ist die von Turmalin. Natrium (Na+) besetzt die von 9 Sauerstoffen umgebene X-Position, die oktaedrisch koordinierte [Y]-Position ist überwiegend mit Eisen (Fe3+) besetzt und die kleinere, ebenfalls oktaedrisch koordinierte [Z]-Position ist gemischt besetzt mit vier Aluminium (Al3+) und zwei Magnesium (Mg2+). Die tetraedrisch koordinierte [T]-Position enthält Silizium (Si4+). Die [V]-Anionenposition ist vorwiegend mit (OH)− besetzt und die [W]-Anionenposition mit einem Sauerstoffionen (O2−).

## Bildung und Fundorte

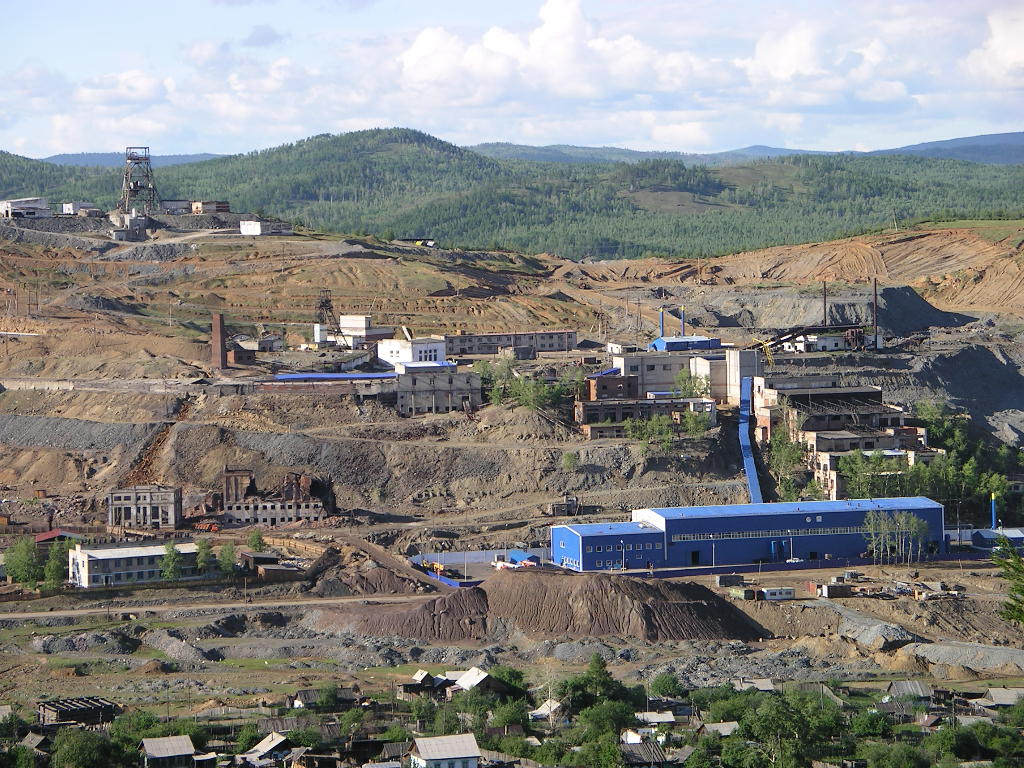
Die Werschino-Darassunski-Goldmine

Die Typlokalität ist ein Sulfid-führender Gold-Quarz-Gang der Darasun-Goldlagerstätte in der Nähe von Werschino-Darassunski im Bezirk Tungokotschen in der Region Transbaikalien, Russland. Bosiit bildete sich hier hydrothermal im Zuge der Intrusion eines kaliumreichen Granodioritporphyrs. Er kristallisierte bei ca. 380 °C und 0,02 GPa, was einer Tiefe von 600–800 m entspricht, und tritt zusammen mit Pyrit und Quarz auf. Die Zusammensetzung entwickelte sich von bosiitischen Kernen über Oxy-Dravitischen Kristallrändern und Nadeln zu Dravit als späteste Turmalinbildung. Weitere Minerale in den Gold-Quarz-Gängen sind Calcit, Dolomit, Arsenopyrit, Chalkopyrit, Pyrrhotin, Tetraedrit, Sphalerit, Galenit und Gold.
Weltweit wurde bislang (2022) nur von wenigen weiteren Vorkommen berichtet.